# Frasier
Frasier va ser una sèrie de comèdia de situació estatunidenca, emesa a la NBC. Va ser un spin-off de la sèrie Cheers basat en el personatge de Frasier Crane (Kelsey Grammer). Amb onze temporades a la seva esquena és un dels spin-off de més èxit en la història de la televisió, aclamada pel públic i la crítica. El seu primer episodi va ser emès el 16 de setembre de 1993, i l'últim el 13 de maig de 2004. Encara que l'acció es desenvolupa a Seattle, només un episodi va ser gravat allà. La resta va ser gravat a Stage 25, Estudis Paramount i en diversos locals i al voltant de Los Angeles.
La sèrie va ser creada per David Angell, Peter Casey i David Lee, els quals també la van produir (Grub Street Productions) en associació amb Paramount Television. Angell, Casey i Lee havien escrit i produït també Cheers i Wings.

## Argument
El psiquiatre Dr. Frasier Crane torna a la seva ciutat natal, Seattle, Washington, després del seu divorci i deixant enrere la seva vida a Boston. Els seus plans per a la seva nova vida de solter es compliquen quan es veu obligat a acollir al seu pare, Martin, un detectiu retirat del departament de policia de Seattle que no pot viure sol després de rebre un tret a la cintura. Frasier, Martin, Daphne, la terapeuta que Frasier ha de contractar per atendre el seu pare, i el gos d'aquest, Eddie, acaben vivint tots junts. El germà menor de Frasier, Niles, un eminent psiquiatre, visita freqüentment seu apartament. Niles s'encapritxa primer i s'enamora després de Daphne, però no li confessa els seus sentiments fins a l'últim episodi de la setena temporada, una trama que s'estén durant tota la sèrie.
Frasier presenta un popular programa a la cadena de ràdio KACL. La seva productora, Roz Doyle, és completament diferent a Frasier, però amb el temps es converteixen en molt bons amics. Frasier i la resta de personatges visiten amb freqüència la cafeteria Cafè Nervosa, escenari de moltes de les seves aventures.
Frasier i Niles, de gustos refinats, intel·lectuals i amb molt bona opinió sobre si mateixos, xoquen freqüentment amb el seu pare que, al contrari d'ells, és de la classe treballadora, un tipus amb els peus a terra. La relació entre Frasier i Niles és sovint turbulenta; la intensa rivalitat entre germans dona lloc sovint a situacions caòtiques. Altres temes recurrents són el fracàs del matrimoni de Niles amb Maris, un personatge que mai apareix a la sèrie, la recerca de l'amor per part de Frasier i els moltíssims intents dels dos germans per ser acceptats en l'elit cultural de Seattle.

## Repartiment
Personatges principals
- Kelsey Grammer: Dr. Frasier Crane
- David Hyde Pierce: Dr. Niles Crane
- John Mahoney: Martin Crane
- Jane Leeves: Daphne Moon/Crane
- Peri Gilpin: Roz Doyle
- Moose i Enzo (gossos): Eddie

Personatges habituals
- Dan Butler: Bob "Bulldog" Briscoe
- Edward Hibbert: Gil Chesterton
- Bebe Neuwirth: Lilith Sternin
- Trevor Einhorn: Frederick Crane
- Tom McGowan: Kenny Daley
- Patrick Kerr: Noel Shempsky
- Harriet Sansom Harris: Bebe Glazer
- Marsha Mason: Sherry Dempsey
- Saul Rubinek: Donny Douglas
- Jane Adams: Mel Karnofsky
- Millicent Martin: Gertrude Moon
- Anthony LaPaglia: Simon Moon
- Brian Stokes Mitchell: Cam Winston

La dona de Niles, Maris, és un personatge habitual que mai s'ha vist ni sentit.

## Premis

### Rècords
La sèrie va guanyar 37 Emmys durant els seus 11 anys d'emissió, trencant el rècord de The Mary Tyler Moore Show (1970-1977), guanyadora de 29 Emmys. Kelsey Grammer i David Hyde Pierce van guanyar el 2004, havent aconseguit en total 4 Emmys. També, des de 2004, té el rècord d'haver guanyat 5 vegades consecutives l'Emmy a la Millor Sèrie de Comèdia. El 2014, la sèrie Modern Family igualaria aquesta xifra.

### Emmys
- Sèrie de Comèdia (1994–1998)
- Actor en Sèrie de Comèdia – Kelsey Grammer (1994, 1995, 1998 2004)
- Actor de repartiment en Sèrie de Comèdia – David Hyde Pierce (1995, 1998, 1999, 2004)

- Actriu Invitada en Sèrie de Comèdia
  - Jean Smart (2001)
  - Laura Linney (2004)

- Actor Invitat en Sèrie de Comèdia
  - Derek Jacobi (2001)
  - Anthony LaPaglia (2004)

- Direcció en Sèrie de Comèdia
  - James Burrows (1994)
  - David Lee (1995, 1997)

- Guió en Sèrie de Comèdia
  - David Angell, Peter Casey, David Lee per "The Good Son" (1994)
  - Anne Flett-Giordano i Chuck Ranberg per "An Affair To Forget" (1995)
  - Joe Keenan, Christopher Lloyd, Rob Greenberg, Jack Burditt, Chuck Ranberg, Anne Flett-Giordano, Linda Morris, Vic Rauseo per "MoonDance"´(1996)
  - Jay Kogen per "Merry Christmas, Mrs. Moskowitz" (1999)